# Resch Center
Das Resch Center ist eine Mehrzweckhalle in Ashwaubenon, einem Vorort von Green Bay im US-amerikanischen Bundesstaat Wisconsin. Sie wurde am 24. August 2002 eröffnet und kostete 45 Millionen US-Dollar. 

## Geschichte
Das Resch Center wurde direkt neben der alten Veranstaltungshalle Brown County Veterans Memorial Arena von 1958 erbaut. Je nach Art der Veranstaltung hat es eine Kapazität von bis zu 10.500 Zuschauern. Es liegt nur wenige hundert Meter vom Lambeau Field, dem Stadion der NFL-Mannschaft der Green Bay Packers entfernt. Sie wurde durch das Resch Center ersetzt. Derzeit nutzt die USHL-Eishockeymannschaft der Green Bay Gamblers die Anlage. Die NCAA-Männer-Basketballmannschaft der University of Wisconsin–Green Bay, die Green Bay Phoenix, sind seit 2002 in der Arena ansässig. Seit 2003 trägt das Arena-Football-Team der Green Bay Blizzard (IFL) ihre Spiele im Resch Center aus.

## Veranstaltungen und Konzerte
Die erste Veranstaltung im Resch Center waren Konzerte der Alternative-Metal-Bands Tool sowie Tomahawk am 2. September 2002. 
Eine Auswahl weiterer Künstler, Gruppen und Veranstaltungen.
- 2002: Cher
- 2003: Elton John
- 2004: Aerosmith, John Mayer, Shania Twain, Van Halen, American Idol Live!, Metallica, Cher, Cheap Trick, Godsmack, Tim McGraw
- 2005: Kelly Clarkson, John Mellencamp, Nelly, American Idol Live!, Kenny Chesney
- 2006: Rascal Flatts, Def Leppard, Ashlee Simpson, Journey, Toby Keith
- 2007: Rod Stewart, Keith Urban
- 2008: Neil Diamond, Carrie Underwood, The Eagles, Josh Turner, American Idol Live!, Rascal Flatts
- 2009: Jeff Dunham, Keith Urban, Mötley Crüe, New Kids on the Block, Disturbed, WWE Raw, Sugarland
- 2010: Rascal Flatts, WWE Raw, Three Days Grace, Rascal Flatts, Daughtry, Star Wars in Concert[4]
- 2022: Greta Van Fleet

## Galerie

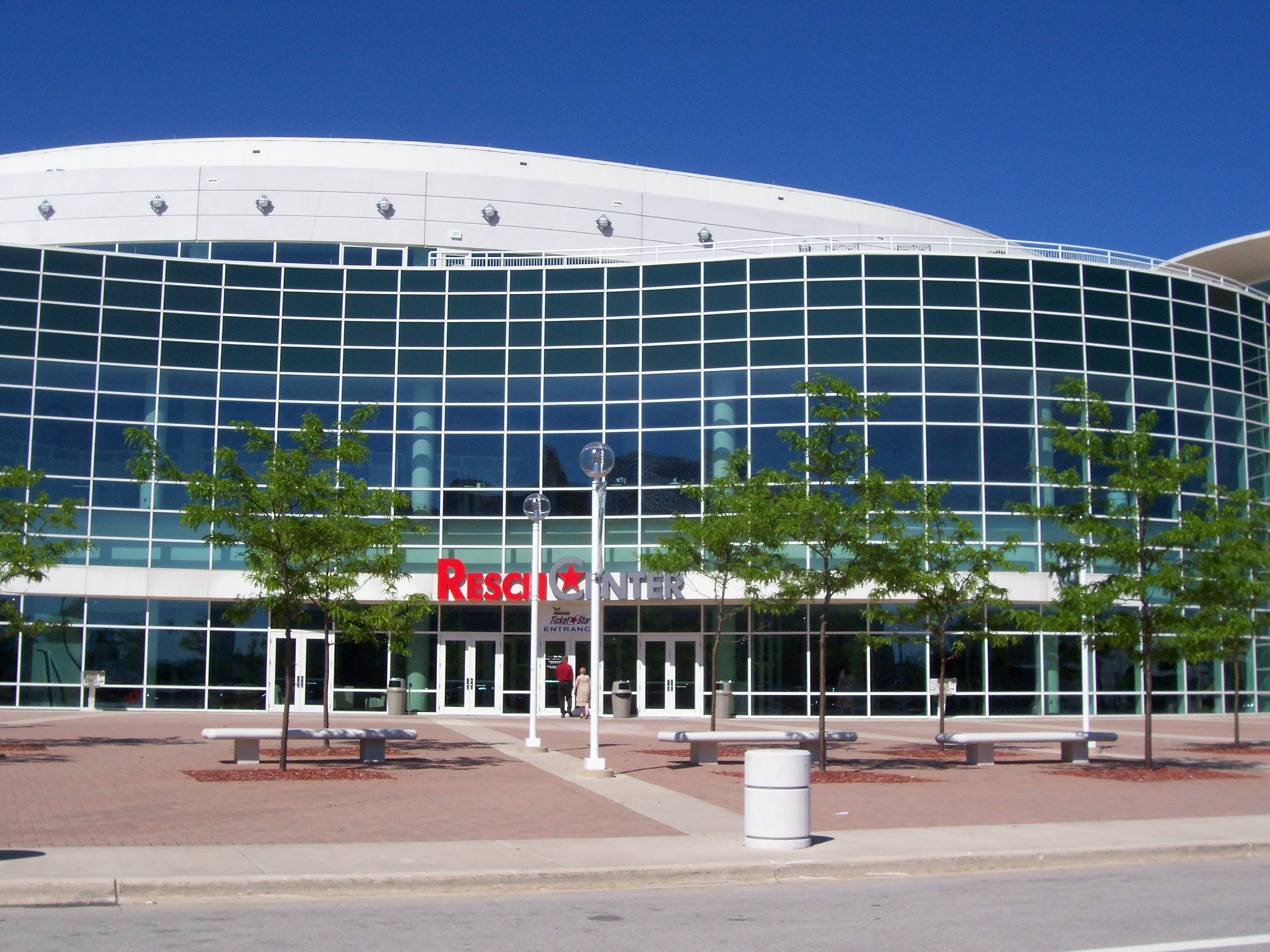
Haupteingang des Resch Center
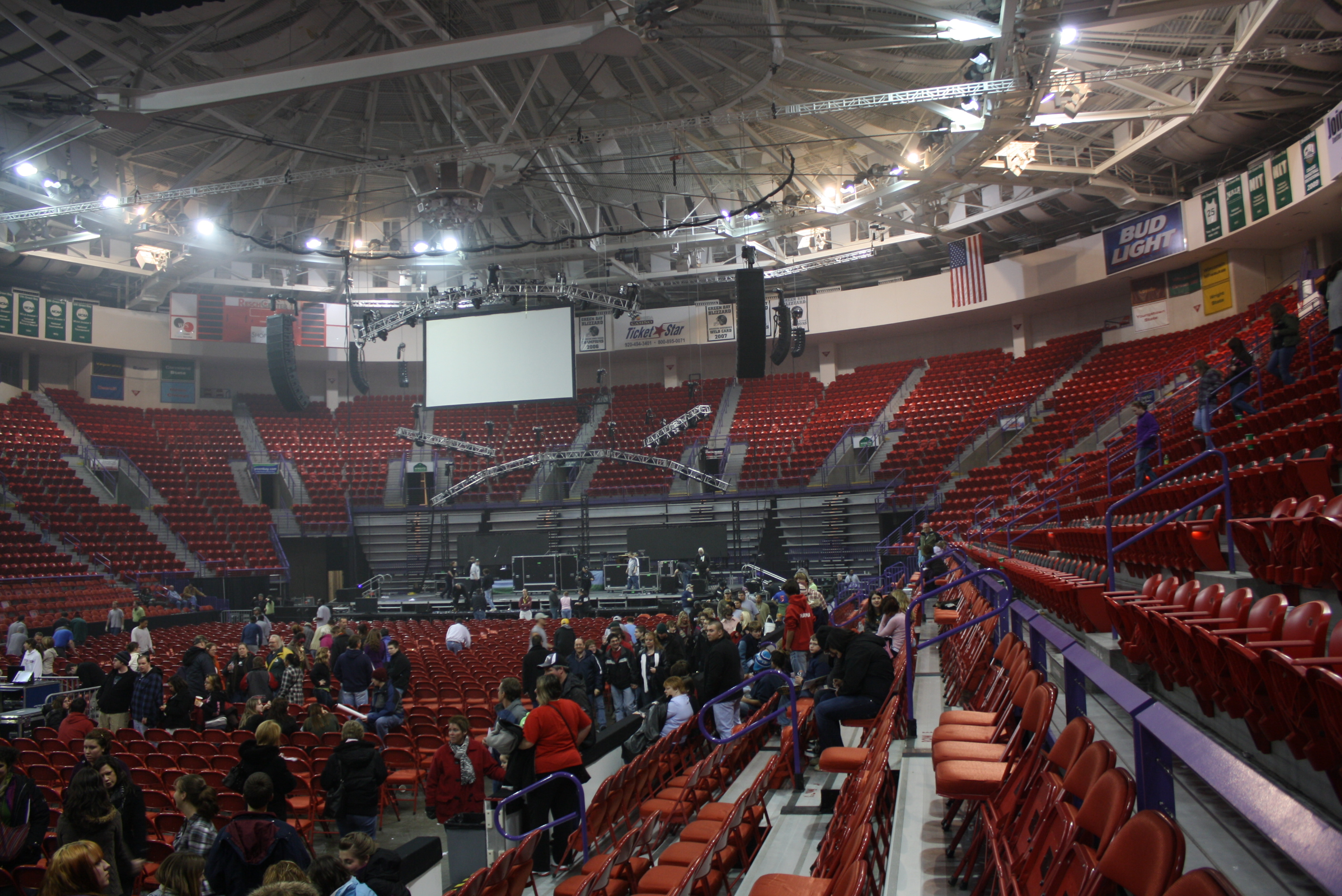
Der Innenraum des Resch Center nach einem Konzert (2011)
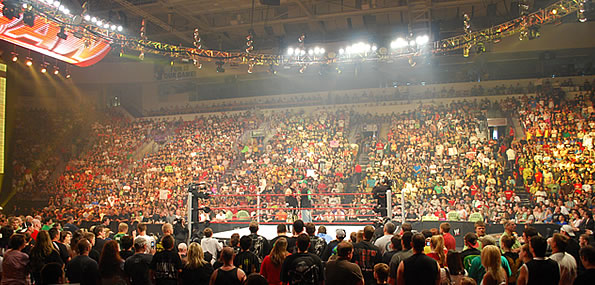
WWE Raw im Resch Center
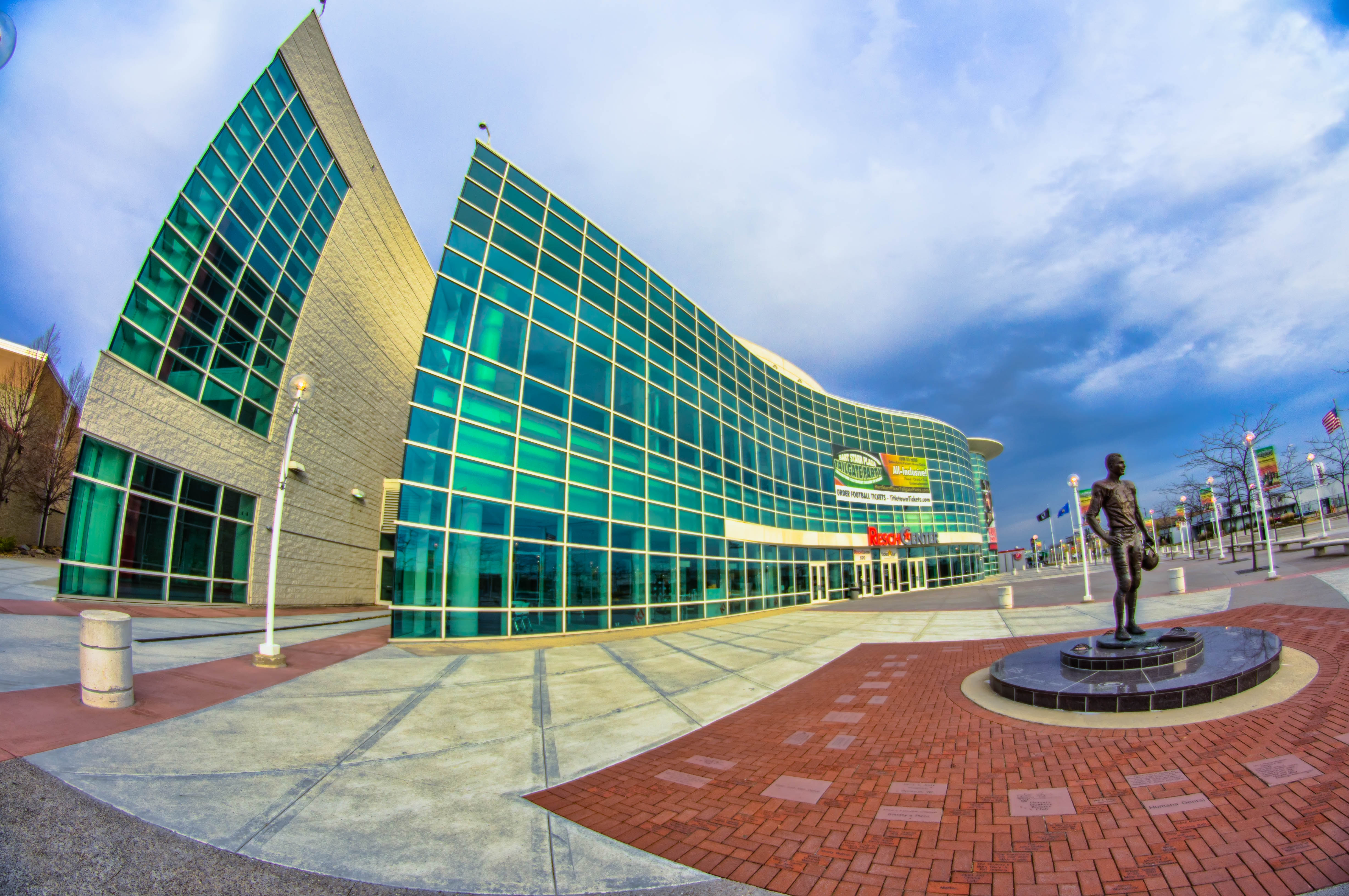
Das Resch Center im November 2014